# Chiesa di Santa Maria degli Angeli (Brugherio)
La Chiesa di Santa Maria degli Angeli è una piccola chiesa annessa alla Cascina Guzzina, nella zona sud di Brugherio.

## Storia
Nella zona sud della città si trova la Cascina Guzzina, un complesso di corti agricole che un tempo erano isolate nella campagna cittadina. 
Il nome Guzzina deriva dal termine Gussetta che anticamente si riferiva ai bozzoli non riusciti, e testimonia la presenza, nella cascina, dell'allevamento dei bachi e della produzione di preziosi tessuti di seta.  La Cascina Guzzina, inoltre, già dal '700, era conosciuta per la produzione di un ottimo vino.
Il complesso, che esisteva già nel Cinquecento, è composto da un vasto insieme di corti agricole edificate seguendo le caratteristiche tipiche dell'architettura rurale. Nel XVIII secolo i nobili De Capitani di Vimercate fecero costruire una villa nobiliare annessa alla cascina. Il complesso rurale è circondato da una compatta cortina muraria intonacata di giallo e, nella parte più a sud dell'edificio, un profilo bianco evidenzia la facciata di una chiesa dedicata alla Vergine Maria, come indicato nell'iscrizione presente sull'architrave della porta d'ingresso.
La chiesa, probabilmente di origini cinquecentesche, anticamente faceva parte di un piccolo convento di frati francescani. In seguito, secondo il volere dei diversi nobili proprietari della villa, ha avuto svariate dedicazioni, prima a Sant'Andrea, poi alla Madonna degli Angeli ed infine ai Re Magi.

## Architettura e note artistiche
L'interno della chiesa è composto da piccola aula rettangolare con la zona del presbiterio rialzata, separata dalla navata da una balaustra in marmo ed esaltata dalla presenza di due lesene.
L'altare è in marmo grigio ed è addossato alla parete di fondo dove è evidenziato da preziose decorazioni pittoriche. Ai lati due dipinti riproducono illusionisticamente due nicchie dove sono raffigurate finte colonne sormontate da angeli in atteggiamento di preghiera.
Sopra l'altare si trova un dipinto dal sapore seicentesco che rappresenta la Vergine col Bambino, San Francesco d'Assisi che mostra le mani con le stimmate e San Paolo, con i classici attributi del libro e della spada. Il capo della Madonna e quello del Bambino, sono impreziositi da corone in oro, argento e pietre preziose, donate dagli abitanti della Guzzina negli anni cinquanta in segno di devozione e ringraziamento per i favori ottenuti e la protezione concessa.
In basso al dipinto, sullo sfondo, si può riconoscere la Porziuncola, la piccola chiesa di Santa Maria degli Angeli, che si trova alla periferia di Assisi. La Porziuncola è legata alla vita di San Francesco e Santa Chiara e, per questo, tanto cara alla tradizione francescana.
Il dipinto, che si fa risalire al periodo in cui la chiesa era dedicata proprio a Santa Maria degli Angeli, è incorniciato da una decorazione in stucco bianco. Ai lati sono raffigurati due candelabri, decorati a festoni, che recano il monogramma della Vergine Maria; tali decorazioni sono inserite in due lesene dipinte illusionisticamente.
Nell'architrave, sopra al dipinto, due angeli che sorreggono un clipeo che raffigura il monogramma di Cristo, JHS, Jesus Hominum Salvator.
Il soffitto della chiesetta è interamente affrescato; sulla piccola navata è rappresentato un cielo sereno. Nella zona presbiteriale, invece, compare più volte il monogramma della Vergine Maria, alternato a festoni e decorazioni floreali, portato in gloria da due angeli.
Dalla navata sinistra si accede ad una piccola aula dalla quale è possibile assistere alla Santa Messa. In questa saletta si trovano frammenti di affreschi dove compaiono finte architetture e, a destra, un piccolo armadio a muro. Sulle ante, finemente decorate secondo un gusto seicentesco, compaiono fiori, angeli e le lettere S e R che suggeriscono il contenuto dell'armadio: Sante Reliquie.
Al piano soprastante questa saletta si trova un altro spazio simile dove era possibile partecipare alla Santa Messa; infatti dalla zona presbiteriale dell'oratorio è ancora visibile la grata di legno da cui si poteva assistere alle funzioni.